# Hellyethira dentata
Hellyethira dentata is een schietmot uit de familie Hydroptilidae. De soort komt voor in het Australaziatisch gebied.